# Europese weg 16
De Europese weg 16 of E16 is een Europese weg die loopt van Derry in Noord-Ierland naar Gävle in Zweden. De E16 loopt door Groot-Brittannië, Noorwegen en Zweden en is ongeveer 2188 km lang. De drie delen (in Noord-Ierland, Schotland en Noorwegen) hebben evenwel weinig met elkaar te maken en delen enkel het wegnummer.
In 2010 werd besloten de E16, die aanvankelijk maar tot Oslo liep, door te trekken tot aan Gävle. In 2024 werd besloten de E16 door te trekken in Finland van Rauma naar Kotka.
De veerverbinding tussen Edinburgh en Bergen is komen te vervallen, hierdoor is de E16 niet meer in volledige staat. Als alternatief kan men de veerverbinding Harwich-Esbjerg (Denemarken) (door DFDS Seaways) gebruiken en dan via de E20, E45 en E39 de veerverbinding Hirtshals-Stavanger nemen. Vanuit Stavanger kan men de E39 blijven volgen naar Bergen.

## Plaatsen langs de E16
De Europese weg 16 is een Klasse A West-Oost-verbindingsweg en verbindt het Noord-Ierse Londonderry met het Zweedse Gävle. De route is door de UNECE als volgt vastgelegd:
Groot-Brittannië
- Londonderry
- Belfast

Veerverbinding Larne - Troon
- Glasgow
- Edinburgh

Onderbreking, alternatief via Harwich
Noorwegen
- Bergen
- Fagernes
- Hønefoss (Oslo)
- Gardermoen
- Kongsvinger

Zweden
- Torsby
- Malung
- Borlänge
- Falun
- Sandviken
- Gävle

Finland (sinds 2024)
- Rauma
- Tampere
- Lahti
- Kouvola
- Kotka

## Nationale wegnummers
| Verenigd Koninkrijk | Verenigd Koninkrijk       |
| ------------------- | ------------------------- |
| A6                  | Londonderry - Randalstown |
| M22                 | Randalstown - Antrim      |
| M2                  | Antrim - Belfast          |
| A8                  | Greenock - Bishopton      |
| M8                  | Bishopton - Edinburgh     |
| Noorwegen           |                           |
|                     | Bergen - Zweden           |
| Zweden              |                           |
|                     | Noorwegen - Gävle         |

## Aansluitingen op andere Europese wegen
Tijdens de route komt de E16 de volgende Europese wegen tegen:
- De E1 in Belfast, Noord-Ierland
- De E18 in Belfast, Noord-Ierland, en op een zijarm bij Oslo, Noorwegen
- De E5, die van Greenock tot aan Glasgow, beide in Schotland, hetzelfde traject volgt
- De E15 bij Edinburgh, Schotland
- De E39 bij Bergen, Noorwegen
- De E6 ten noorden van Oslo, Noorwegen
- De E45, die van Torsby tot aan Malung, beide in Zweden, hetzelfde traject volgt
- De E4 bij Gävle, Zweden

## Fotogalerij

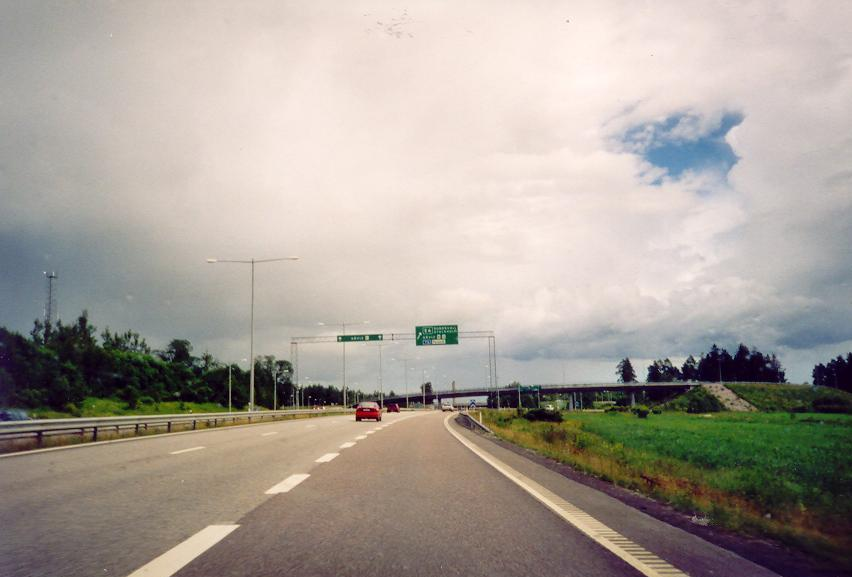
De E16 net ten westen van Gävle
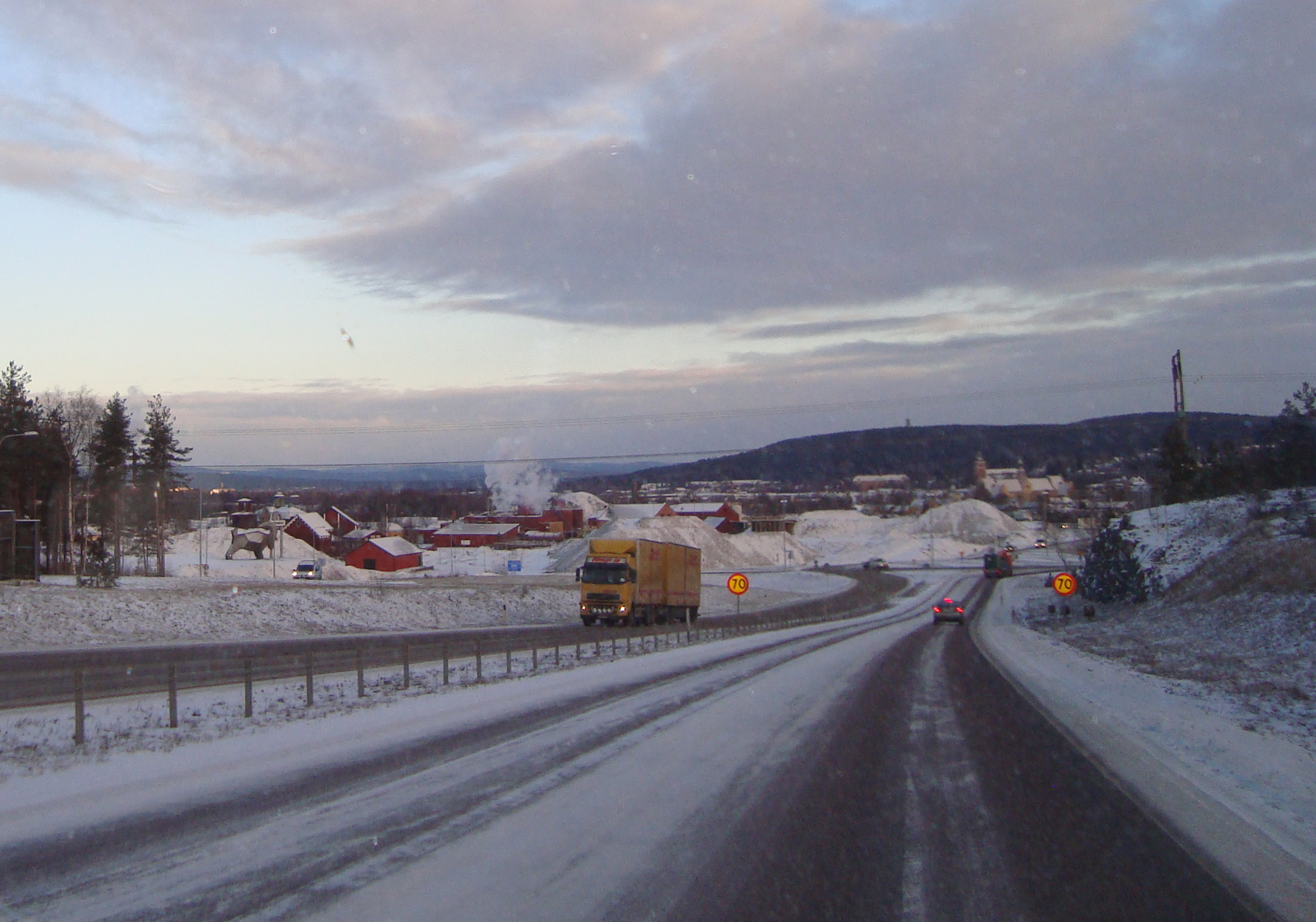
De E16 net buiten Falun, bij de Kopparbergslagen.

Europese wegen:
E6 · E8 · E10 · E12 · E14 · E16 · E18 · E39 · E45 · E69 · E75 · E105 · E134 · E136
Riksveier:
2 · 
3 · 
4 · 
5 · 
7 · 
9 · 
12 · 
13 · 
15 · 
19 · 
20 · 
21 · 
22 · 
23 · 
25 · 
35 · 
36 · 
40 · 
41 · 
42 · 
44 · 
47 · 
52 · 
55 · 
70 · 
73 · 
77 · 
80 · 
83 · 
85 · 
92 · 
93 · 
94 · 
110 · 
111 · 
120 · 
150 · 
156 · 
159 · 
162 · 
163 · 
190 · 
191 · 
200 · 
282 · 
420 · 
451 · 
502 · 
509 · 
510 · 
518 · 
555 · 
562 · 
580 · 
616 · 
617 · 
658 · 
681 · 
706 · 
827 · 
833 · 
853 · 
862 · 
881 · 
887 · 
892 · 
893
Europese wegen:
E4 · E6 · E10 · E12 · E14 · E16 · E18 · E20 · E22 · E45 · E65
Riksvägar:
9 · 11 · 13 · 15 · 17 · 19 · 21 · 23 · 24 · 25 · 26 · 27 · 28 · 29 · 30 · 31 · 32 · 34 · 35 · 37 · 40 · 41 · 42 · 44 · 46 · 47 · 49 · 50 · 51 · 52 · 53 · 55 · 56 · 57 · 61 · 62 · 63 · 66 · 68 · 69 · 70 · 72 · 73 · 75 · 76 · 77 · 83 · 84 · 86 · 87 · 90 · 92 · 94 · 95 · 97 · 98 · 99